# Светозар Радојчић
Светозар Радојчић (Сремски Карловци, 14. мај 1909 — Београд, 20. октобар 1978) био је српски историчар уметности, универзитетски професор  и академик. Његови најзначајнији радови, везани су за фрескосликарство и уметност средњовековних српских земаља, а своје капитално дело „Старо српско сликарство“ објавио је 1966. године. Био је син Николе Радојчића, српског историчара и академика.

## Биографија
Рођен је 14.05. 1909. године у Сремским Карловцима, где је његов отац Никола радио као професор у Карловачкој гимназији и ту је завршио основну школу 1920. године. Исте године је уписао средњу школу у Љубљани, пошто је његов отац добио место професора на Љубљанском универзитету. После завршене средње школе, у истом граду је од 1928. до 1932. године завршио студије археологије. Током студија, Радојчић је школску 1930/1931 провео на загребачком Свеучилишту, а за време лета је боравио у летњој школи бечког Археолошког института у корушком градићу Фајштрицу (Бистрици) (1930. и 1931). Образовање је стицао и у Бечу и Прагу (Институт Н. П. Кондакова и Универзитет Карлов), а летњи период 1933. године је провео на археолошким локалитетима и музејима у Венецији, Аквилеји и Градежу. Докторску дисертацију на тему „Портрети српских владара у средњем веку“ је одбранио у Љубљани 30. октобра 1934. године и она је исте године штампана у Скопљу у издању Музеја Јужне Србије, чији је директор тада био Радослав Грујић.
Светозар Радојчић је 27.05. 1952. године постао дописни члан Одељења друштвених наука, чији редовни члан постаје 5. децембра 1963. године. Члан Одељења историјских наука постао је 11.03. 1971. године, а био је и председник Хиландарског одбора САНУ.

## Одабрана награде
- Октобарска награда Београда (1965)
- Хердерова награда (1967)
- Седмојулска награда (1971)

## Одабрана дела
- Радојчић, Светозар (1934). Портрети српских владара у средњем веку. Скопље: Музеј Јужне Србије.
- Радојчић, Светозар (1938). „Фреска Константинове победе у цркви светог Николе Дабарског” (PDF). Гласник Скопског научног друштва. 19: 87—102. Архивирано из оригинала 11. 06. 2024. г. Приступљено 11. 06. 2024.
- Radojčić, Svetozar (1950). Stare srpske minijature. Beograd: Naučna knjiga.
- Дероко, Александар; Радојчић, Светозар (1950). „Откопавање Царичина града 1947 године” (PDF). Старинар. 1: 119—142.
- Дероко, Александар; Радојчић, Светозар (1950). „Византиске старине у Јабланици и Пустој Реци” (PDF). Старинар. 1: 175—181.
- Радојчић, Светозар (1955). Мајстори старог српског сликарства. Београд: Научна књига.
- Радојчић, Светозар (1966). Старо српско сликарство. Београд: Нолит.
- Радојчић, Светозар (1982). Одабрани чланци и студије: 1933-1978. Београд; Нови Сад: Југославија; Матица српска.
- Radojčić, Svetozar (1982). Srpska umetnost u srednjem veku. Beograd; Zagreb: Jugoslavija; Spektar.